# قلمرو فیزی
قلمرو فیزی (به لاتین: Fizi Territory) یک منطقهٔ مسکونی در جمهوری دموکراتیک کنگو است که در سود کیوو واقع شده‌است. قلمرو فیزی ۴۱٬۷۴۵ کیلومتر مربع مساحت و ۱٬۰۰۰٬۶۷۴ نفر جمعیت دارد.